# هیتومی کاماناکا
هیتومی کاماناکا (انگلیسی: Hitomi Kamanaka؛ زادهٔ ۱۱ ژوئن ۱۹۵۸) فیلم‌ساز مستند، و کارگردان فیلم اهل ژاپن است.